# Hogstad
Hogstad è un'area urbana della Svezia situata nel comune di Mjölby, contea di Östergötland.
La popolazione risultante dal censimento 2010 era di 241 abitanti .